# Furuvik
Koordinaten: 60° 39′ 5″ N, 17° 19′ 58″ O
Furuvik ist ein Freizeitpark in Gävle (Gävleborgs län, Schweden), der 1900 eröffnet wurde. Er wird seit 2010 von Parks and Resorts Scandinavia betrieben, die auch die Parks Skara Sommarland, Gröna Lund und Tierpark Kolmården betreiben.

## Achterbahnen
| Name      | Typ                                  | Hersteller   | Eröffnungsjahr | Weblinks |
| --------- | ------------------------------------ | ------------ | -------------- | -------- |
| Draken    | Familienachterbahn                   | Zierer Rides | 2020           |          |
| Fireball  | Familienachterbahn, Shuttle Coaster  | Vekoma       | 2017           |          |
| Lightning | Familienachterbahn, Launched Coaster | Vekoma       | 2023           |          |

### Ehemalige Achterbahnen
| Name             | Typ                              | Hersteller                  | Eröffnungsjahr   | Schließungsjahr      | Bemerkungen | Weblinks |
| ---------------- | -------------------------------- | --------------------------- | ---------------- | -------------------- | --- | -------- |
| Batman           | Wilde Maus, Spinning Coaster     | Fabbri                      | 2007             | 2008                 | Gemietet von Axels Tivoli. Ursprünglich 2004 hergestellt und befand sich 2006 und von 2009 bis 2013 als Batman in Malmö Folkets Park. Von 2017 bis 2021 befand sie sich ebenfalls als Batman in Fun Land. |          |
| Lilla Bergbanan  | Kinderachterbahn, Big Apple      | DAL Amusement Rides Company | 2003             | 2019                 | Wurde an den englischen Schausteller Emmerson Edwards verkauft. |          |
| Rocket           | Stahlachterbahn ohne Inversionen | Schwarzkopf                 | 2011             | 2021                 | Ursprünglich 1983 als Black Hole in Alton Towers eröffnet und befand sich dort bis 2005. Bevor die Bahn nach Furuvik kam, wurde sie von Gerstlauer Amusement Rides renoviert. |          |
| Superloopen      | Zyklon                           | Pinfari                     | 1991             | 2000                 | Wurde ursprünglich auf Kirmessen in Italien betrieben. Furuvik verkaufte die Bahn an Schwarzkopf, die die Bahn nach Russland verkauften. Ab spätestens 2005 bis höchstens 2018 befand die Bahn sich als Roller Coaster in Adlerkurort Metro Park, danach von 2018 bis 2021 als Shymkent Gorki in Ken Baba Ethnic Theme Park. |          |
| unbekannter Name | Holzachterbahn                   | unbekannt                   | 1966 oder früher | in den 1980er Jahren | |          |